# Elaine Thompson-Herah
Pour les articles homonymes, voir Thompson.
Elaine Thompson-Herah (née le 28 juin 1992) est une athlète jamaïcaine, spécialiste des épreuves de sprint.
Elle est la première à réaliser un « double doublé », en remportant le 100 mètres et le 200 mètres à deux reprises lors de deux Jeux olympiques ceux de Rio en août 2016 et ceux de Tokyo 2020 en juillet et août 2021. Lors de ces derniers, elle signe les 2e meilleures performances de tous les temps, à ce moment-là, sur 100 m (10 s 61), et sur 200 m (21 s 53). En remportant le relais 4 × 100 m avec la Jamaïque, elle réalise un triplé en or à Tokyo. 
Le 21 août 2021, elle améliore nettement son record sur 100 m et se rapproche du record du monde, avec 10 s 54, lors du meeting de Eugene de la Diamond League.

## Biographie

### Enfance et débuts en athlétisme
Elaine Thompson est originaire du petit village de Banana Ground dans la paroisse de Manchester, une région défavorisée de Jamaïque. Elle est fille unique, elle grandit dans une famille très pauvre, élevée par sa grand-mère
Elle commence l'athlétisme au début de l'adolescence, avec Veronica Campbell-Brown et Shelly-Ann Fraser-Pryce comme modèles. En 2006, à 13 ans, elle court déjà en 11 s 80, mais ses résultats ne suivent pas les années suivantes. En 2009, à 17 ans, la meilleure performance qu’elle ait réalisée lors des championnats inter-lycées est une modeste quatrième place en 12 s 01.
Deux ans plus tard, en terminale, elle est même renvoyée de son club, pour raisons disciplinaires. Mais elle a été repérée par le prestigieux MVP Track Club de l’UTech, l’université de technologie de Kingston. Elle a désormais pour entraineur Stephen Francis, qui prépare entre autres Asafa Powell et Shelly-Ann Fraser-Pryce.  
En 2013, elle progresse et porte notamment son record à 11 s 42 (- 0,2 m/s). Bien qu'éliminée dès les séries de championnats nationaux (11 s 72), elle est sélectionnée au sein du relais  4 × 100 m pour les championnats d'Amérique centrale et des Caraïbes au Mexique. Elaine Thompson et ses coéquipières y remportent la médaille d'or en 43 s 58, devant Trinidad-et-Tobago (43 s 67) et les Bahamas (44 s 08). L’année suivante, elle améliore successivement sa meilleure marque personnelle à 11 s 32 (+ 0,1 m/s), 11 s 23 (NWI) puis 11 s 17 (+ 1,1 m/s). 5e des championnats de Jamaïque en 11 s 26, elle est retenue pour les Jeux du Commonwealth 2014 à Glasgow au relais 4 × 100 m : elle participe aux séries auxquelles l'équipe de Jamaïque s'impose en 42 s 44. Néanmoins, Thompson n'est pas retenue pour la finale mais se voit décerner la médaille d'or, pour sa participation au tour précédent. Cette même année, elle réalise 23 s 23 sur 200 m.

### Saison 2015
En 2015, Elaine Thompson se révèle au monde. Le 31 mars, elle porte son record personnel du 100 m à 11 s 09 avant de descendre pour la première fois de sa carrière sous les 11 secondes, à Kingston, en 10 s 92 (+ 1,0 m/s). Le 9 mai, elle signe son second chrono sous les 11 secondes, en 10 s 97 puis améliore deux semaines plus tard sa meilleure marque sur 200 m en 22 s 37 (+ 0,4 m/s), retranchant ainsi 87 centièmes à son ancien record. Le 30 mai, lors du Prefontaine Classic de Eugene, étape de la ligue de diamant, elle porte ce record à 10 s 84 (+ 1,5 m/s),. En juin, elle remporte son premier titre national, sur 200 m, en 22 s 51, et ce malgré un très fort vent de face (- 2,4 m/s). Le 11 juillet, elle remporte le Meeting de Madrid sur 100 m en 10 s 90. Le 25 juillet, pour sa dernière sortie avant les mondiaux, elle améliore lors du London Grand Prix son record, courant en 22 s 10 (- 0,3 m/s).

#### Vice-championne du monde sur 200 m et titre sur 4 × 100 m

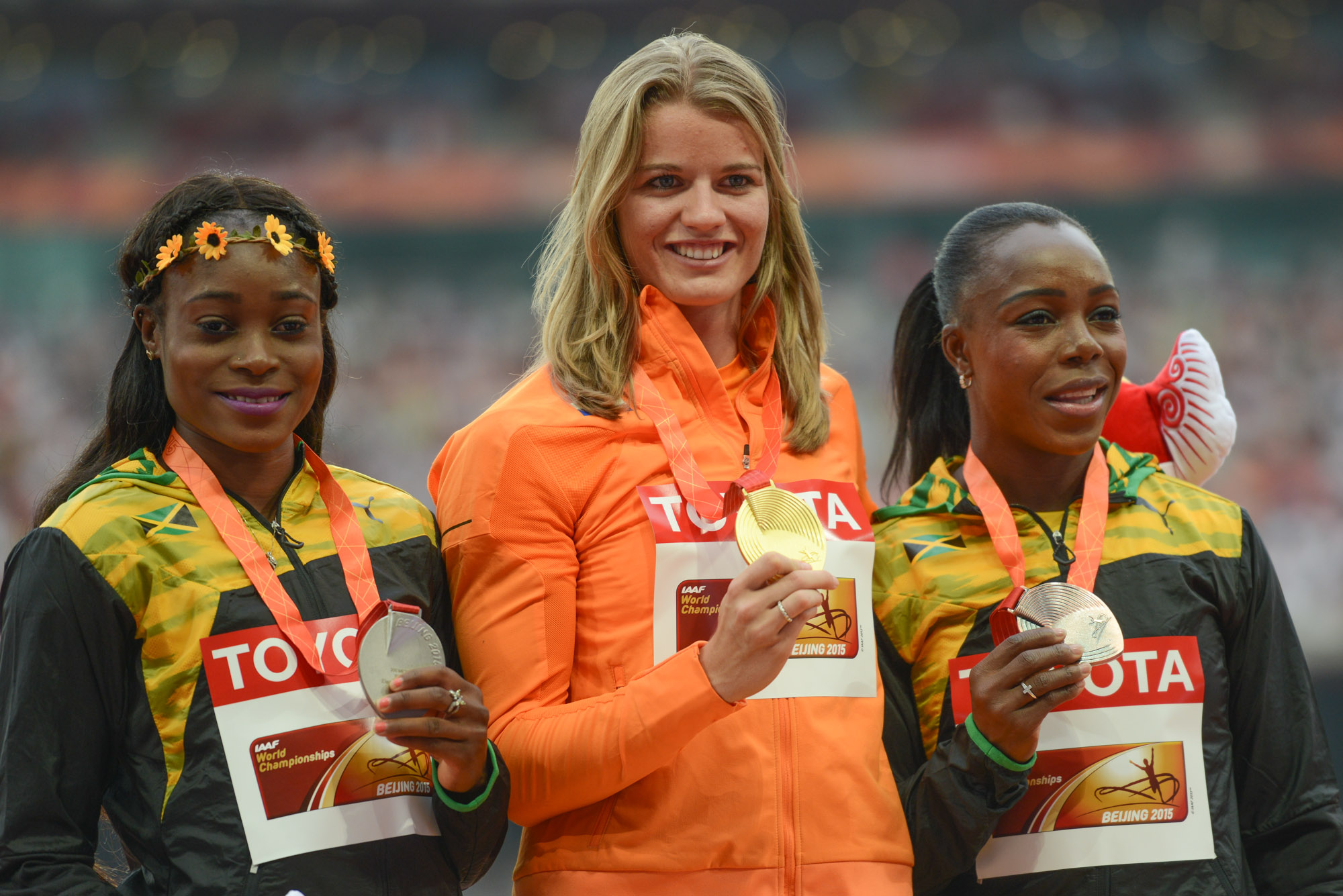
Elaine Thompson, Dafne Schippers et Veronica Campbell-Brown sur le podium du 200 m des championnats du monde de Pékin.

Elle est sélectionnée pour courir sous les couleurs jamaïcaines aux championnats du monde 2015 de Pékin en août.    
Faisant l'impasse sur le 100 m, sur décision de son entraîneur, Stephen Francis, Elaine Thompson est uniquement alignée sur le 200 m. Sur cette épreuve, l'athlète de 23 ans passe le cap des séries en 22 s 78, puis celui des demi-finales en 22 s 13. En finale, la Jamaïcaine prend un excellent départ pour dominer la course, mais est finalement coiffée dans les derniers mètres par la Néerlandaise Dafne Schippers. Vainqueure en 21 s 63, Schippers bat le record des championnats et le record d'Europe de la discipline, pour devenir la 3e coureuse la plus rapide de l'histoire, tandis que Thompson termine 2e en 21 s 66, devenant la 5e femme la plus rapide de tous les temps. Première médaille internationale individuelle pour elle, Thompson s'approche du record de Jamaïque de Merlene Ottey (21 s 64 en 1991), mais abaisse surtout en quelques mois son record de 1 s 57.   
Également alignée au relais 4 × 100 m, l'équipe de Jamaïque composée de Veronica Campbell-Brown, Natasha Morrison et Shelly-Ann Fraser-Pryce remporte la médaille d'or et établit à cette occasion un nouveau record des championnats en 41 s 07, la seconde meilleure performance mondiale de l'histoire derrière les États-Unis, 40 s 82 en 2012.  
Après ces championnats réussis, Elaine Thompson court au Weltklasse Zurich sur 100 m et s'adjuge la victoire en 11 s 06 (+ 0,1 m/s) avant de terminer 3e sur 200 m au Mémorial Van Damme de Bruxelles en 22 s 26, derrière Dafne Schippers (22 s 12) et Allyson Felix (22 s 22). Elle termine sa saison par une victoire au Meeting de Rieti sur le demi-tour de piste en 22 s 59.  

### Saison 2016

#### Médaille sur 60 m aux Championnats du monde en salle

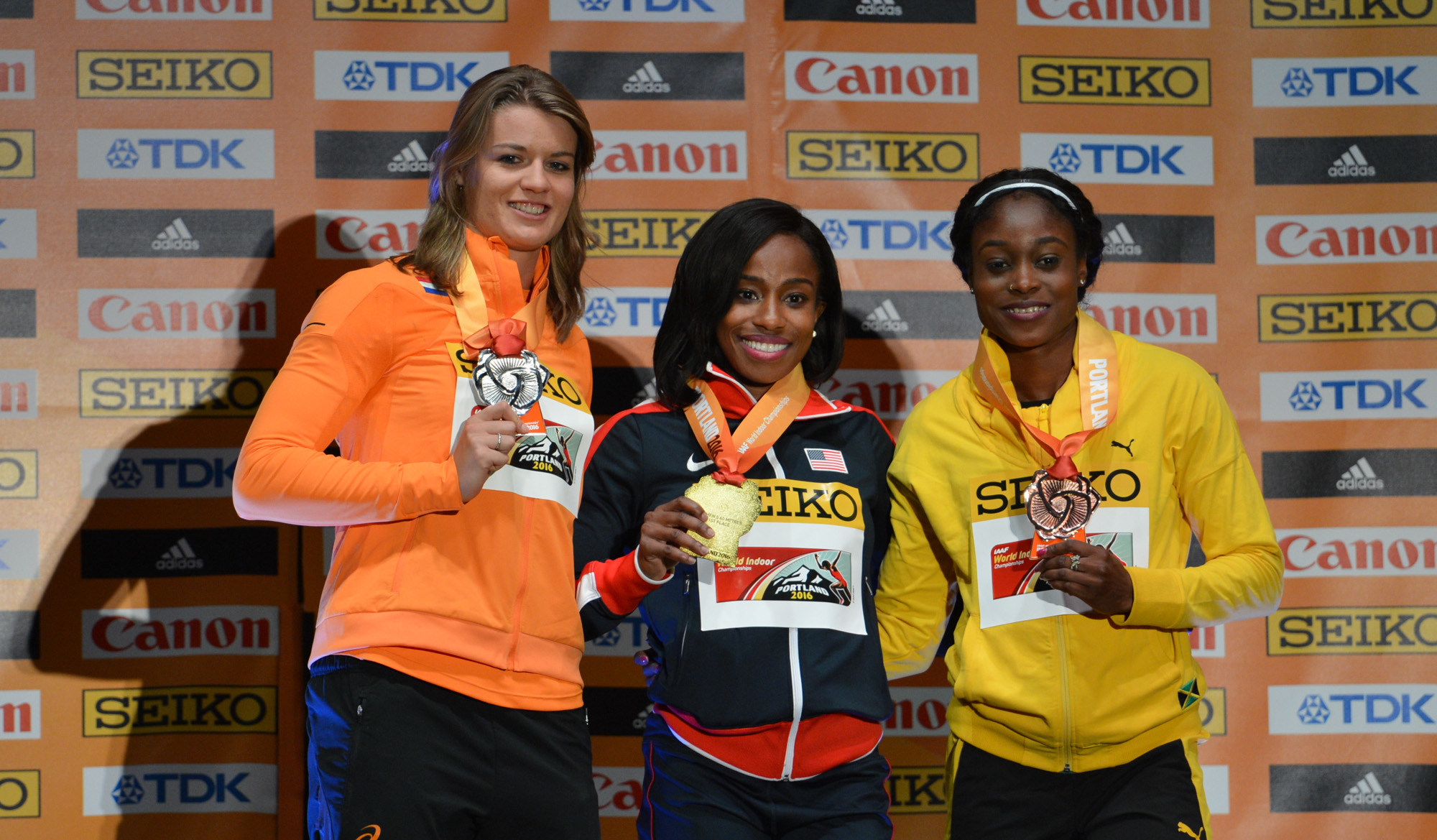
Dafne Schippers, Barbara Pierre et Elaine Thompson sur le podium du 60 m des championnats du monde en salle 2016.

Durant l'hiver 2016, Elaine Thompson prend part à sa toute première saison en salle. Le 20 février, pour la première compétition indoor de sa vie, elle réalise par deux fois le temps de 7 s 14 au Glasgow Grand Prix. Cette performance lui permet de se rendre à ses premiers championnats du monde en salle, cette édition à Portland : lors des mondiaux, la Jamaïcaine remporte sa série en 7 s 09, record personnel, avant de remporter sa demi-finale avec un nouveau record en 7 s 04. En finale, elle décroche la médaille de bronze en 7 s 07, derrière l'Américaine Barbara Pierre (7 s 00) et Dafne Schippers (7 s 04). Elle succède sur le palmarès jamaïcain à sa compatriote Shelly-Ann Fraser-Pryce, championne du monde en titre et absente à Portland
Le 9 avril, elle court son premier 100 m de la saison, en 11 s 07. Le 7 mai, alors que la saison vient seulement de réellement commencer, Elaine Thompson claque un temps extraordinaire de 10 s 71, toutefois trop venté pour une homologation (+ 2,4 m/s) à l'occasion du Jamaica International Invitational.  Elle confirme ses bonnes dispositions en s’imposant sur 100 mètres lors de deux rencontres de la ligue de diamant : le 22 mai au Meeting international de Rabat en 11 s 02 puis le 2 juin au Golden Gala de Rome en 10 s 87. Entre-temps, elle termine 3e du Prefontaine Classic sur 200 m en 22 s 16 (+ 1,9 m/s). Le 9 juin, elle termine 2e en 22 s 64 (+ 0,7 m/s) aux Bislett Games d'Oslo, battue très largement par Dafne Schippers (21 s 93).
Le 1er juillet, en finale du 100 m des sélections jamaïcaines pour les Jeux olympiques, Elaine Thompson entre un peu plus dans l'histoire du sprint féminin en s'imposant très nettement en 10 s 70 (+ 0,3 m/s,), pour égaler le record de Jamaïque de Shelly-Ann Fraser-Pryce et devenir, ex-aequo avec elle, la 4e athlète la plus rapide de tous les temps sur cette distance, derrière les Américaines Florence Griffith-Joyner (10 s 49), Carmelita Jeter (10 s 64) et Marion Jones (10 s 65). Le lendemain, elle remporte sa série du 200 m en 23 s 34, mais doit ensuite déclarer forfait à la suite d'une petite blessure.

#### Doublé historique 100 m / 200 m aux Jeux olympiques de Rio

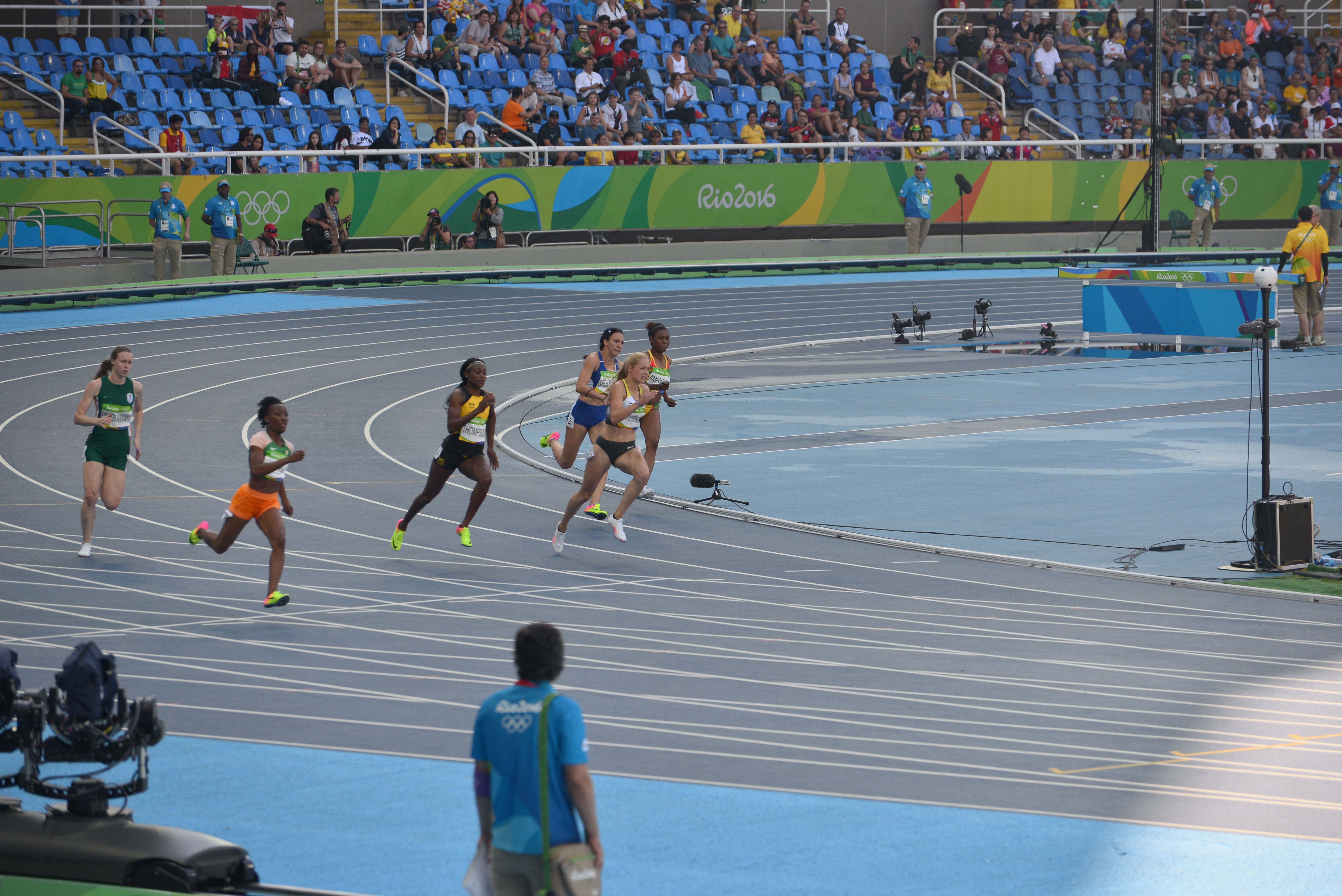
Marie-Josée Ta Lou, Justine Palframan, Elaine Thompson et Gina Lückenkemper lors de la série des Jeux olympiques de Rio.

Elaine Thompson participe aux Jeux olympiques de Rio sur trois épreuves : le 100 m, 200 m et le relais 4 × 100 m. Elle commence la compétition par la distance reine, où elle remporte sa série (11 s 21) et sa demi-finale (10 s 88), pour se qualifier pour sa première finale olympique. Le 13 août, dans le stade olympique, Elaine Thompson se détache très rapidement de ses adversaires lors de la finale pour remporter le titre olympique en 10 s 71 (+ 0,5 m/s) devant l'Américaine Tori Bowie (10 s 83) et la tenante du titre, sa compatriote Shelly-Ann Fraser-Pryce (10 s 86),. Elle conserve ainsi le titre olympique pour la Jamaïque, qui l'obtient depuis 2008, et réalise par ailleurs le second meilleur chrono de sa carrière. 
Sur 200 m, elle n'est pas la favorite, même si elle est considérée comme une candidate pour le podium. 2e de sa série en 22 s 63 et de sa demi-finale en 22 s 13, Elaine Thompson déjoue les pronostics en s'imposant lors de la finale, dans le temps de 21 s 78 (- 0,1 m/s). Signant son meilleur temps de l'année, la Jamaïcaine entre dans l'histoire en devenant, après Florence Griffith-Joyner en 1988, la 2e athlète de l'histoire à réaliser le doublé 100 m / 200 m aux Jeux olympiques,. Elle devance sur le podium sa rivale Dafne Schippers (21 s 86) et Tori Bowie (22 s 15).
Sur le relais 4 × 100 m, Thompson manque de peu l'exploit d'obtenir les trois titres olympiques du sprint court. L'équipe de Jamaïque, composée de Christania Williams, Veronica Campbell-Brown, Shelly-Ann Fraser-Pryce et Thompson, remporte une médaille d'argent en 41 s 36, meilleur temps de la saison, derrière l'équipe controversée des États-Unis, vainqueure en 41 s 01, le second meilleur chrono de l'histoire.
Après les Jeux olympiques, Elaine remporte les meetings de ligue de diamant, à la fois sur 100 m et 200 m : à Lausanne le 25 août en 10 s 78,, à Zurich le 1er septembre en 21 s 85, et à Bruxelles le 9 septembre en 10 s 72, le troisième temps de sa carrière,. Elle finit ainsi la saison invaincue sur le 100 m.

### Saison 2017
En 2017, Elaine Thompson ne s'aligne qu'une seule fois lors de la saison en salle. À Birmingham, elle confirme sa domination mondiale en remportant le 60 m dans le temps de 6 s 98, pour devenir la 7e meilleure auteure de performance mondiale de tous les temps (ex-aecquo avec Shelly-Ann Fraser-Pryce) derrière Irina Privalova, Gail Devers, Marion Jones, Merlene Ottey, Ekateríni Thánou et LaVerne Jones-Ferrette.

Elle entame sa saison estivale brillamment en remportant, le 15 avril, le 100 m de l'UTech Classic de Kingston en 10 s 75, avec toutefois un vent trop fort (+ 2,2 m/s) pour que la performance soit homologuée. Pendant les semaines qui suivent, elle s’impose dans tous les 100 m sur lesquels elle s’aligne. Le 13 mai à Shanghai, elle s'impose en 10 s 78 (- 0,3 m/s), meilleure performance mondiale de l'année,. Le 23 juin, aux championnats de Jamaïque, elle l’emporte largement malgré un départ moyen, et signe son meilleur temps de la saison en 10 s 71, une nouvelle fois à 1/100e de seconde de son record personnel,. Avec encore deux succès, les deux week-ends suivants, au Meeting de Paris et à celui de Londres, elle totalise 21 victoires consécutives sur 100 m. Sur 200 m, elle remporte le 5 mai à Doha la première étape de la ligue de diamant en 22 s 19, et ce malgré un très fort vent de face (- 2,3 m/s),. Le 21 mai, à Kingston, elle porte son meilleur temps de la saison à 22 s 09 (+ 0,5 m/s) et devance la spécialiste du 400 m, Shericka Jackson (22 s 61). Le 27 mai, au Prefontaine Classic de Eugene, elle doit se contenter de la 3e de la course en 21 s 98 (+ 1,5 m/s), battue par Tori Bowie (21 s 77) et Shaunae Miller-Uibo (21 s 91),.

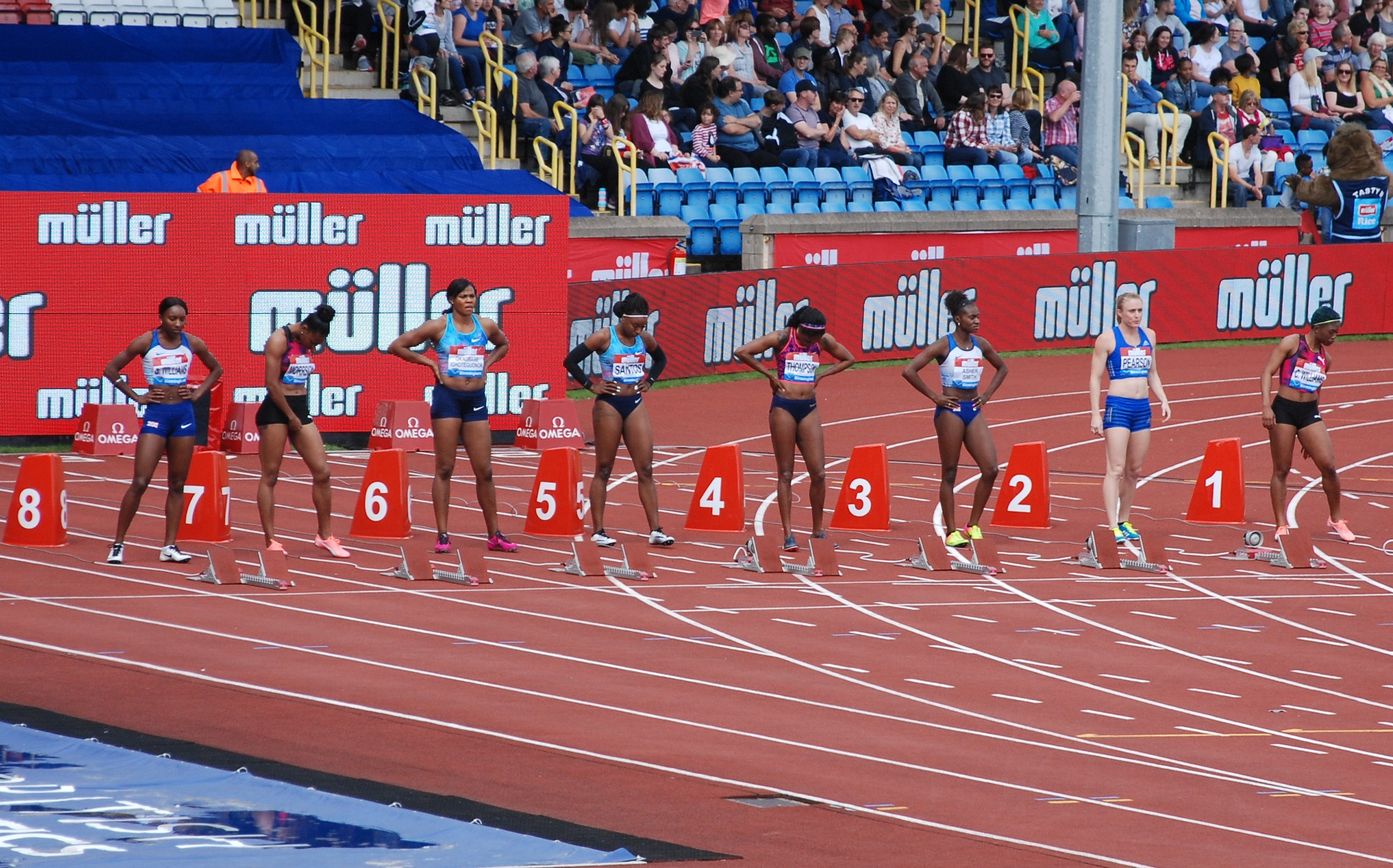
Elaine Thompson et ses concurrentes lors du Birmingham Grand Prix 2017.

#### Échec aux championnats du monde de Londres
Pour les championnats du monde de Londres, où Thompson est favorite sur le 100 m et outsider sur le 200 m, bien que championne olympique en titre, la Jamaïcaine ne courra que sur la distance inférieure. Cette décision surprenante sera également valable pour les mondiaux de 2019.
Invaincue sur 100 m durant la saison, Elaine Thompson arrive donc détendue aux championnats du monde de Londres : le 5 août, elle fait son entrée en compétition et remporte sa série en 11 s 05, avant de s'imposer le lendemain de façon aisée en demi-finale, en 10 s 84. Mais en finale, la Jamaïcaine prend le départ le plus long des finalistes et des erreurs techniques lui privent du titre mondial que remporte l'Américaine Tori Bowie en 10 s 85. Elaine Thompson subit sa première et seule défaite de la saison, et ne termine qu'à la 5e place de la finale en 10 s 98, alors que l'Ivoirienne Marie-Josée Ta Lou décroche la médaille d'argent en 10 s 86, record personnel égalé, et que Dafne Schippers s'empare de la médaille de bronze en 10 s 95. Non-alignée au relais 4 × 100 m, la Jamaïcaine repart finalement sans médaille.
Néanmoins, elle se ressaisit dès la prochaine compétition, à Birmingham sur 100 m, qu'elle remporte en 10 s 93. Quelques jours plus tard, elle termine 2e de la finale de la ligue de diamant à Zurich sur 200 m en 22 s 00 (+ 0,1 m/s), derrière la Bahaméenne Shaunae Miller-Uibo (21 s 88, record national).

### Saison 2018

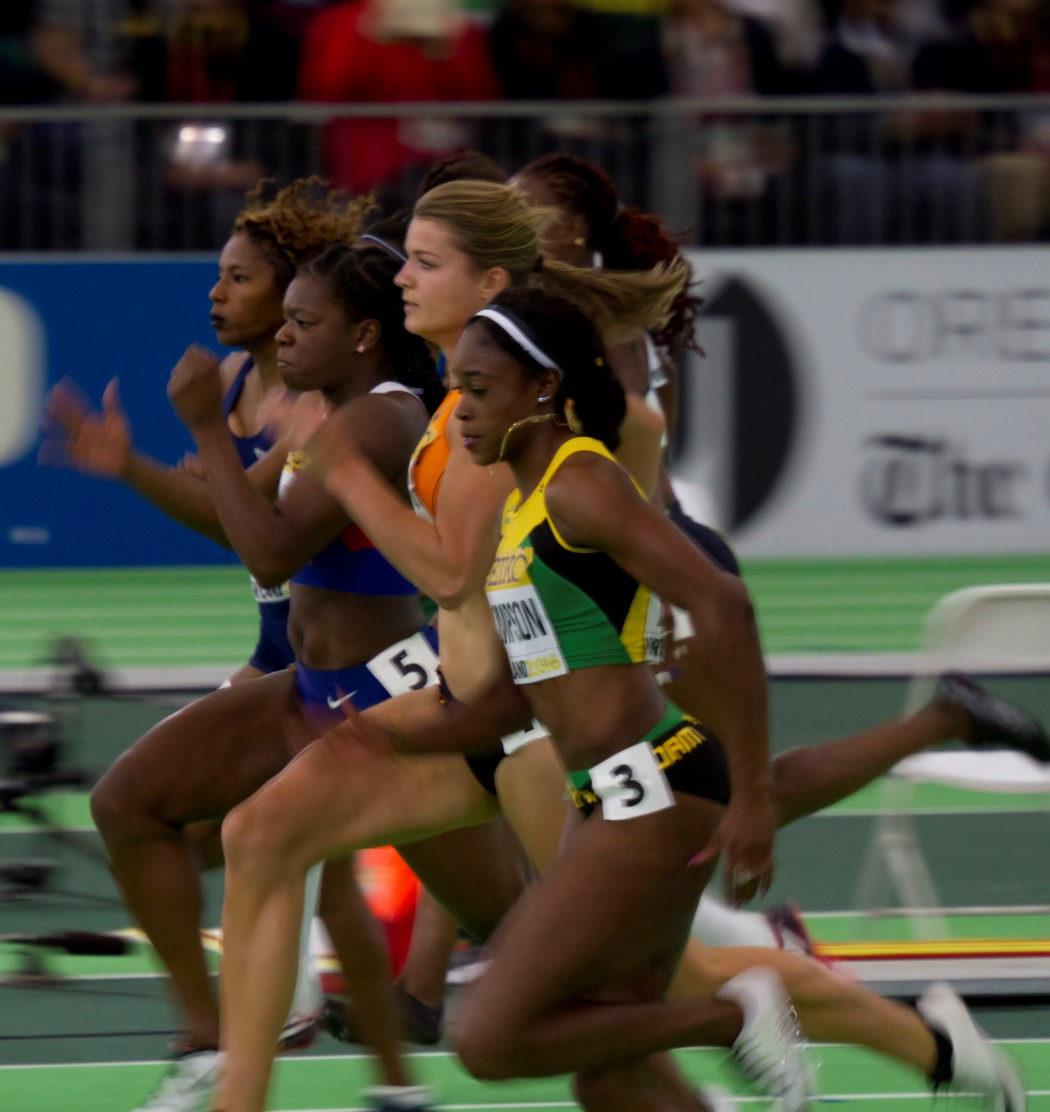
Elaine Thompson (vert et jaune) lors de la finale du 60 m des championnats du monde en salle 2018.

En 2018, Elaine Thompson révèle des problèmes à la cheville, qui ne la quittent plus depuis 2017. Bien qu'annoncée pour les mondiaux en salle, elle se teste tout d'abord par un 100 m le 17 février à Kingston, qu'elle remporte en 11 s 18 (+ 0,7 m/s). La semaine suivante, elle termine 3e du Glasgow Indoor Grand Prix en 7 s 12. Le 2 mars, elle termine 4e de la finale des championnats du monde en salle de Birmingham en 7 s 08, derrière les Ivoiriennes Murielle Ahouré (6 s 97) et Marie-Josée Ta Lou (7 s 05), et la Suissesse Mujinga Kambundji (7 s 05).
Début avril, la Jamaïcaine est sélectionnée pour concourir sur le 200 m et le relais 4 x 100 m aux Jeux du Commonwealth de Gold Coast : sur 200 m, ce qui est sa première sortie de l'année, elle remporte facilement sa série en 23 s 09, puis termine facilement 2e de sa demi-finale en 22 s 95. Qualifiée pour la finale, la championne olympique ne peut faire mieux qu'une 4e place en 22 s 30 (+ 0,9 m/s), devancée pour le podium par Shaunae Miller-Uibo (22 s 09), Shericka Jackson (22 s 18) et Dina Asher-Smith (22 s 29). Au relais 4 × 100 m, Thompson et l'équipe jamaïcaine décroche la médaille d'argent en 42 s 52, devancée par l'Angleterre emmenée par la sauteuse en longueur Lorraine Ugen (42 s 46).

#### Saison écourtée par les blessures
Le 4 mai, lors de la première étape de la ligue de diamant à Doha, Thompson termine 3e en 10 s 93 du 100 m remporté par Marie-Josée Ta Lou (10 s 85) devant Blessing Okagbare (10 s 90). Elle remporte ensuite le Jamaica International Invitational en 11 s 06 avant de reprendre une 3e place en ligue de diamant, à Eugene cette fois, en 10 s 98 (+ 1,9 m/s), derrière les Ivoiriennes Marie-Josée Ta Lou (10 s 88) et Murielle Ahouré (10 s 90). Le 22 juin, après des ennuis avec son tendon d'Achille, elle remporte le titre national du 100 m en 11 s 01, devant Shelly-Ann Fraser-Pryce (11 s 09) et Shericka Jackson (11 s 13).
Le 5 juillet, elle termine 2e de l'Athletissima de Lausanne en 10 s 99, derrière sa rivale Marie-Josée Ta Lou (10 s 90). Le 20 juillet, elle prend la 3e du Meeting Herculis de Monaco en 11 s 02, derrière les Ivoiriennes Marie-Josée Ta Lou (10 s 89) et Murielle Ahouré (11 s 01).
Le 23 juillet, elle annonce mettre un terme à sa saison, son tendon d'achille l'empêchant de réaliser une performance comme elle le souhaite,.

### Saison 2019

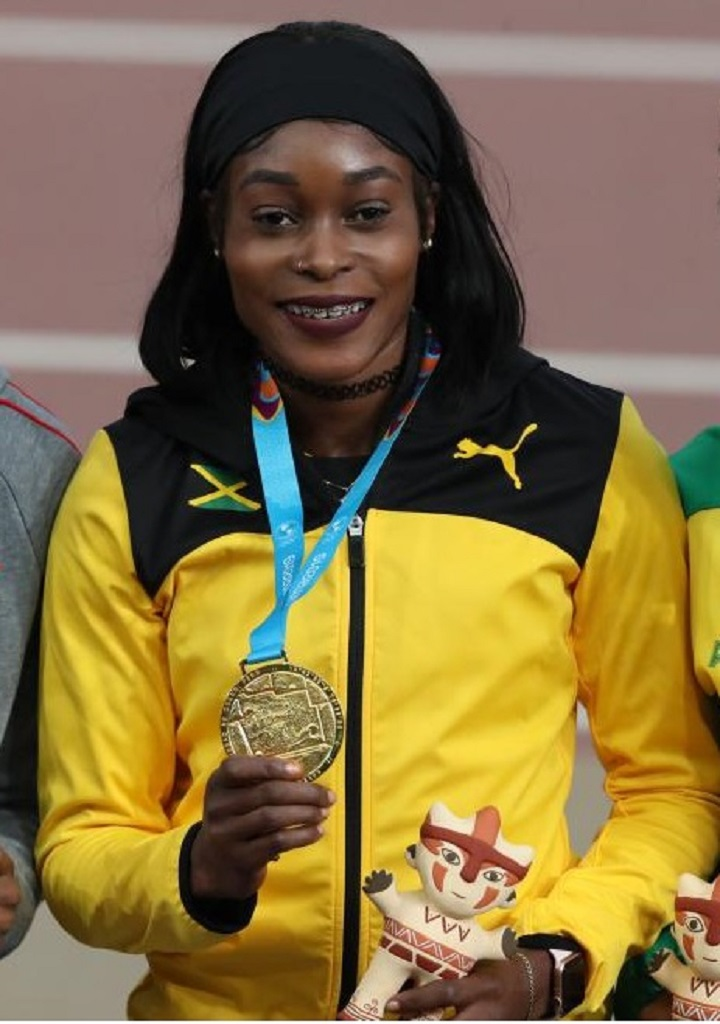
Elaine Thompson-Herah lors des Jeux panaméricains 2019.

#### Retour et doublé aux championnats nationaux
Aux Championnats nationaux, compétition de sélection pour les championnats du monde 2019 de Doha, Elaine Thompson remporte la finale du 100 m et réalise son meilleur temps depuis deux ans en 10 s 73 (+ 0,6 m/s), meilleure performance mondiale de l'année, et devance aux millièmes Shelly-Ann Fraser-Pryce (10 s 73 également). Deux jours plus tard, elle fait le doublé en s'imposant sur 200 m en 22 s 00, MPMA également, une nouvelle fois devant SAFP.
Elle ne se classe que 4e des championnats du monde 2019 à Doha sur 100 m, en 10 s 93.

### Saison 2020
Après un premier 100 m couru en 11 s 19 le 18 juillet à Kingston, Elaine Thompson se distingue le 8 août en établissant la deuxième meilleure performance mondiale de l'année en 10 s 88, à un centième seulement de sa compatriote Shelly-Ann Fraser-Pryce. Elle confirme le lendemain sur 200 m en se rapprochant des 22 secondes avec le temps de 22 s 19. Le 23 août, elle court à nouveau en moins de 11 secondes sur 100 m à Kingston (10 s 92), mais elle doit attendre sa première course en Europe le 17 septembre pour s'emparer de la meilleure performance mondiale de la saison, avec un chrono en 10 s 85 à Rome. Elle conclut sa saison la semaine suivante à Doha en signant une nouvelle fois un chrono très rapide (10 s 87). 

### Saison 2021: double doublé historique et triplé aux Jeux olympiques de Tokyo
En 2021, Thompson entame sa saison estivale par un timide chrono en 11 s 21 sur 100 m le 17 avril, mais elle se rattrape deux semaines plus tard en s'imposant à Clermont en Floride en 10 s 78, sa meilleure performance individuelle depuis 2019. Toujours en Floride, mais cette fois à Miramar, la Jamaïcaine gagne un nouveau 100 m en 10 s 87 le 5 juin. Lors des sélections olympiques jamaïcaines disputées à Kingston, elle court en 10 s 82 en demi-finale avant de terminer troisième de la finale dans le temps similaire de 10 s 84, derrière l'inoxydable Shelly-Ann Fraser-Pryce et la spécialiste du 400 m Shericka Jackson. Le 6 juillet, elle gagne le meeting de Székesfehérvár en 10 s 72, son deuxième meilleur temps de sa carrière et son plus rapide depuis quatre ans, envoyant un bon signal avant les JO.
Le 31 juillet 2021, elle conserve son titre olympique 100 m en s'imposant en finale des Jeux de Tokyo 2020, avec un temps de 10 s 61 qui constitue la deuxième meilleure performance de l'histoire sur la distance. Sur la ligne d'arrivée, elle devance Shelly-Ann Fraser-Pryce (10 s 74) et Shericka Jackson (10 s 76) pour un triplé jamaïcain.  Elle égale ainsi Fraser-Pryce avec deux titres olympiques sur 100 m. Le 3 août, Elaine Thompson-Herah réalise un exceptionnel « double doublé » en s'imposant en finale du 200 m, conservant son titre en 21 s 53, une nouvelle fois la deuxième meilleure performance de tous les temps derrière les 21 s 34 de Florence Griffith Joyner en 1988. Elle devient la première femme à conserver les deux titres du sprint féminin aux Jeux olympiques. Le 6 août, elle est placée en deuxième relayeuse jamaïcaine en finale du 4 × 100 m, recevant le bâton des mains de Briana Williams avant de le transmettre en tête de la course à Shelly-Ann Fraser-Price. Shericka Jackson conclut et la Jamaïque s'impose en 41 s 02 devant les États-Unis (qui restaient sur deux victoires dans cette épreuve en 2012 et 2016), 41 s 45, et la Grande-Bretagne, 41 s 88. Elaine Thompson-Herah réalise ainsi un triplé en or aux Jeux de Tokyo, comme son compatriote Usain Bolt en 2012 et en 2016.
Le 21 août, lors du Prefontaine Classic à Eugene, huitième meeting de la Ligue de diamant 2021, Elaine Thompson-Herah améliore encore son record personnel, s'imposant sur 100 m en 10 s 54, et donc à 5/100e de seconde du record du monde de Florence Griffith-Joyner réalisé en 1988. Shelly-Ann Fraser-Pryce lui résiste jusqu'à mi-distance, mais ne peut pas répondre à une nouvelle accélération de sa compatriote et se classe deuxième en 10 s 73, dans une course marquant le retour de Sha'Carri Richardson (suspendue des Jeux de Tokyo pour avoir fumé un joint de Marijuana) qui termine dernière. La saison de la quintuple championne olympique continue. « Je pense que le record est à ma portée, car j'ai couru en 10 s 5 et j'en ai encore beaucoup dans le ventre » dit-elle, « revenir après un grand championnat et battre mon record personnel, c'est quelque chose d'incroyable. C'est quelque chose d'important pour moi, car mon but, c'est de montrer l'exemple aux nouvelles générations. Mais je ne m'emballe pas, il faut que je continue à bosser ».

### 2022
Aux championnats du monde 2022 à Eugene, Elaine Thompson-Herah se classe tout d'abord troisième du 100 m, derrière Shelly-Ann Fraser-Pryce et Shericka Jackson, en 10 s 81. Elle se classe ensuite 7e de l'épreuve du 200 m en 22 s 39, puis obtient une médaille d'argent dans l'épreuve du 4 × 100 m où les favorites jamaïcaines sont battues par les États-Unis.

### 2024
Elle se rompt le talon d'Achille au Grand Prix de New York en juin 2024 et ne peut donc pas défendre ses titres aux Jeux olympiques d'été de 2024, à Paris. En octobre elle annonce qu'elle quitte son club, le MVP et Stephen Francis, son entraîneur depuis 2014.

### Vie personnelle
Elaine Thompson se marie en novembre 2019 avec Derron Herah, ancien athlète reconverti entraîneur, avec qui elle vivait depuis quatre ans.

## Palmarès
| Date | Compétition                                | Lieu             | Résultat | Épreuve   | Temps         |
| ---- | ------------------------------------------ | ---------------- | -------- | --------- | ------------- |
| 2013 | Champ. d'Amérique centrale et des Caraïbes | Morelia          | 1re      | 4 × 100 m | 43 s 58       |
| 2014 | Jeux du Commonwealth                       | Glasgow          | 1re      | 4 x 100 m | séries        |
| 2015 | Championnats du monde                      | Pékin            | 2e       | 200 m     | 21 s 66       |
| 2015 | Championnats du monde                      | Pékin            | 1re      | 4 × 100 m | 41 s 07       |
| 2016 | Championnats du monde en salle             | Portland         | 3e       | 60 m      | 7 s 06        |
| 2016 | Jeux olympiques                            | Rio de Janeiro   | 1re      | 100 m     | 10 s 71       |
| 2016 | Jeux olympiques                            | Rio de Janeiro   | 1re      | 200 m     | 21 s 78       |
| 2016 | Jeux olympiques                            | Rio de Janeiro   | 2e       | 4 × 100 m | 41 s 36       |
| 2017 | Relais mondiaux de l'IAAF                  | Nassau           | 1re      | 4 × 200 m | 1 min 29 s 04 |
| 2017 | Championnats du monde                      | Londres          | 5e       | 100 m     | 10 s 98       |
| 2018 | Championnats du monde en salle             | Birmingham       | 4e       | 60 m      | 7 s 08        |
| 2018 | Jeux du Commonwealth                       | Gold Coast       | 4e       | 200 m     | 22 s 30       |
| 2018 | Jeux du Commonwealth                       | Gold Coast       | 2e       | 4 × 100 m | 42 s 52       |
| 2018 | Coupe du monde                             | Londres          | 2e       | 100 m     | 11 s 09       |
| 2019 | Relais mondiaux de l'IAAF                  | Yokohama         | 3e       | 4 x 200 m | 1 min 33 s 21 |
| 2019 | Jeux panaméricains                         | Lima             | 1re      | 100 m     | 11 s 18       |
| 2019 | Ligue de diamant                           | Ligue de diamant | 3e       | 200 m     | 22 s 44       |
| 2019 | Championnats du monde                      | Doha             | 4e       | 100 m     | 10 s 93       |
| 2021 | Jeux olympiques                            | Tokyo            | 1re      | 100 m     | 10 s 61       |
| 2021 | Jeux olympiques                            | Tokyo            | 1re      | 200 m     | 21 s 53       |
| 2021 | Jeux olympiques                            | Tokyo            | 1re      | 4 × 100 m | 41 s 02       |
| 2021 | Ligue de diamant                           | Ligue de diamant | 1re      | 100 m     |               |
| 2022 | Championnats du monde                      | Eugene           | 3e       | 100 m     | 10 s 81       |
| 2022 | Championnats du monde                      | Eugene           | 7e       | 200 m     | 22 s 39       |
| 2022 | Championnats du monde                      | Eugene           | 2e       | 4 x 100 m | 41 s 18       |
| 2022 | Jeux du Commonwealth                       | Birmingham       | 1re      | 100 m     | 10 s 95       |
| 2022 | Jeux du Commonwealth                       | Birmingham       | 1re      | 200 m     | 22 s 02       |
| 2022 | Jeux du Commonwealth                       | Birmingham       | 2e       | 4 × 100 m | 43 s 08       |
| 2023 | Championnats du monde                      | Budapest         | 2e       | 4 x 100 m | séries        |
| 2023 | Ligue de diamant                           | Ligue de diamant | 3e       | 100 m     | 10 s 79       |

## Records

### Records personnels
| Épreuve | Temps               | Lieu       | Date            |
| ------- | ------------------- | ---------- | --------------- |
| 60 m    | 6 s 98              | Birmingham | 18 février 2017 |
| 100 m   | 10 s 54 (+ 0,9 m/s) | Eugene     | 21 août 2021    |
| 200 m   | 21 s 53 (+ 0,8 m/s) | Tokyo      | 3 août 2021     |

### Meilleures performances par année
Source : World Athletics
| Année | Temps   | Date              | Lieu     | Rang mondial |
| ----- | ------- | ----------------- | -------- | ------------ |
| 2013  | 11 s 41 | 23 février 2013   | Kingston | 128          |
| 2014  | 11 s 17 | 31 mai 2014       | Kingston | 39           |
| 2015  | 10 s 84 | 30 mai 2015       | Eugene   | 7            |
| 2016  | 10 s 70 | 1er juillet 2016  | Kingston | 1            |
| 2017  | 10 s 71 | 23 juin 2017      | Kingston | 1            |
| 2018  | 10 s 93 | 4 mai 2018        | Doha     | 6            |
| 2019  | 10 s 73 | 21 juillet 2019   | Kingston | 2            |
| 2020  | 10 s 85 | 17 septembre 2020 | Rome     | 1            |
| 2021  | 10 s 54 | 21 août 2021      | Eugene   | 1            |
| 2022  | 10 s 79 | 28 mai 2022       | Eugene   | 4            |

| Année | Temps   | Date            | Lieu           | Rang mondial |
| ----- | ------- | --------------- | -------------- | ------------ |
| 2013  | 23 s 73 | 6 avril 2013    | Kingston       | 342          |
| 2014  | 23 s 23 | 12 juillet 2014 | Courtrai       | 112          |
| 2015  | 21 s 66 | 28 août 2015    | Pékin          | 2            |
| 2016  | 21 s 78 | 17 août 2016    | Rio de Janeiro | 1            |
| 2017  | 21 s 98 | 27 mai 2017     | Eugene         | 3            |
| 2018  | 22 s 30 | 12 avril 2018   | Gold Coast     | 9            |
| 2019  | 22 s 00 | 23 juin 2019    | Kingston       | 3            |
| 2020  | 22 s 19 | 9 août 2020     | Kingston       | 3            |
| 2021  | 21 s 53 | 3 août 2021     | Tokyo          | 1            |
| 2022  | 21 s 97 | 19 juillet 2022 | Eugene         | 8            |

## Distinctions
- Trophée World Athletics de l'athlète de l'année 2021
- Trophée Track and Field News de l'athlète de l'année 2021
- Championne des championnes de L'Équipe (Monde) 2021
- Sportive de l'année lors des Laureus World Sports Awards 2022